# National Velvet (serie de televisión)
National Velvet es una serie de televisión dramática que originalmente se emitió en NBC. Basado en la novela y en la película homónima, la serie emitió un total de cincuenta y cuatro episodios.

## Sinopsis
National Velvet está protagonizado por Lori Martin como Velvet Brown, una chica que vive en una granja con sus padres, Martha (Ann Doran) y Herbert Brown (Arthur Space), un ex-jockey Mi Taylor, interpretado por Scottish actor James McCallion (1918-1991), su hermano, Donald (Joey Scott), y hermana, Edwina (Carole Wells). Velvet poseía un semental de pura sangre llamado King que espera que un día corriese en el Grand National Steeplechase.

## Estrellas invitadas
- Parley Baer
- Roy Barcroft
- Beau Bridges
- Edgar Buchanan
- James T. Callahan
- Robert L. Crawford, Jr.
- Audrey Dalton
- Richard Deacon
- Don Dubbins
- Jack Elam
- Ross Elliott
- Frank Ferguson
- Joan Freeman
- Darlene Gillespie
- Harold Gould
- Susan Seaforth Hayes
- Ricky Kelman
- Sheila James Kuehl
- Harry Lauter
- Betty Lynn
- Nora Marlowe
- Tyler McVey
- Roger Mobley
- Bill Mumy
- J. Pat O'Malley
- Emory Parnell
- Denver Pyle
- Stuart Randall
- Addison Richards
- Hal J. Smith
- Rusty Stevens